# Sif El Menadi
Sif El Menadi é uma vila na comuna de Reguiba, no distrito de Reguiba, província de El Oued, Argélia. A vila está localizada 7 quilômetros (4,3 milhas) a sudoeste da rodovia N48.